# 雷蒙德·布劳内尔
雷蒙德·詹姆斯·布朗內爾，CBE，MC，MM，（1894年5月17日—1974年4月12日）是第一次世界大戰期间的澳大利亞皇家空軍（RAAF）的高級軍官，出生在塔斯馬尼亞州霍巴特，當他在第一次世界大戰爆發時加入澳大利亞帝國部隊時，布朗內爾作為一個會計師事務所工作。
他在加利波利運動期間服役，然後轉移到西部陣線。在Pozières戰役期間為他的行動授予軍事勳章，他於1917年被接受轉移到皇家飛行軍團。布朗內爾在英國接受飛行訓練。作為第二個中尉，他被派往西方陣線。在Pozières戰役期間為他的行動授予軍事勳章，他於1917年被接受轉移到皇家飛行軍團。
他在1917年9月被派駐西部陣線的作戰服務。與他的中隊一起移動到意大利，他被授予軍事十字架，並被稱為戰爭結束擊落12架飛機。他在1919年出院，布朗內爾回到澳大利亞。